# Жаркова, Людмила Михайловна
Людми́ла Миха́йловна Жарко́ва (род. 3 сентября 1955, Петрозаводск) — советский и российский юрист, заместитель председателя Конституционного суда Российской Федерации (с 2025 года), судья Конституционного суда Российской Федерации (с 1997 года). Заслуженный юрист Российской Федерации (2006).

## Биография
Родилась 3 сентября 1955 года в Петрозаводске, столице КФССР. По национальности финка.
В 1972—1974 годах работала секретарём Петрозаводского городского суда. В 1974—1979 годах училась на юридическом факультете Ленинградского государственного университета, после окончания которого работала в 1979—1981 годах нотариусом Первой Петрозаводской государственной нотариальной конторы.
В 1981—1990 годах была сначала народным судьёй Октябрьского районного суда города Петрозаводска, а позже народным судьёй Петрозаводского городского суда.
С 1990 года работала в Министерстве юстиции Карелии специалистом, начальником отдела, а с 1992 года — заместителем министра юстиции Республики Карелия.
В качестве эксперта в 1993 году участвовала в работе Конституционного совещания, которое выработало проект Конституции России. В октябре — ноябре 1993 года входила в состав рабочей комиссии по доработке проекта Конституции РФ и выступала в прессе с разъяснениями его положений.
В ноябре 1993 года на учредительном съезде Союза юристов Карелии избрана его Председателем, занимала эту должность до избрания в ноябре 1994 года в состав Конституционного суда Республики Карелия. На организационном заседании Конституционного суда была избрана судьей-секретарем Конституционного Суда Республики Карелия. Параллельно преподавала на юридическом факультете Петрозаводского государственного университета и в Карельском филиале Северо-Западной академии государственной службы.
В феврале 1997 года окончила Российскую академию государственной службы при Президенте РФ по специальности «менеджмент».
11 июня 1997 года Советом Федерации была избрана судьёй Конституционного суда РФ (проголосовали: «за» — 104 человека, «против» — 10).
23 мая 2025 года Президент Российской Федерации Владимир Путин внёс в Совет Федерации представление о назначении Людмилы Жарковой на должность заместителя председателя Конституционного суда Российской Федерации. 4 июня 2025 года Совет Федерации назначил Жаркову заместителем председателя Конституционного суда РФ.

## Санкции
16 декабря 2022 года, на фоне вторжения России на Украину, внесена в санкционный список Евросоюза за «решения, которые искусственно создают образ легитимности российского вторжения на Украину». Ранее была включена в санкционный список Украины.

## Награды
- Орден Почёта (25 октября 2021 года)[7]
- Орден Дружбы (29 июня 2015 года) — за заслуги в укреплении законности, развитии конституционного правосудия и юридической науки, многолетнюю плодотворную деятельность[8]
- Заслуженный юрист Российской Федерации (2006);
- Почётная грамота Президента Российской Федерации (2011);
- почётное звание «Заслуженный юрист Республики Карелия» (1996).